# Leulinghen-Bernes
Leulinghen-Bernes (Nederlands: Leulingen) is een gemeente in het Franse departement Pas-de-Calais (regio Hauts-de-France) en telt 412 inwoners (2005). De plaats maakt deel uit van het arrondissement Boulogne-sur-Mer.

## Geschiedenis

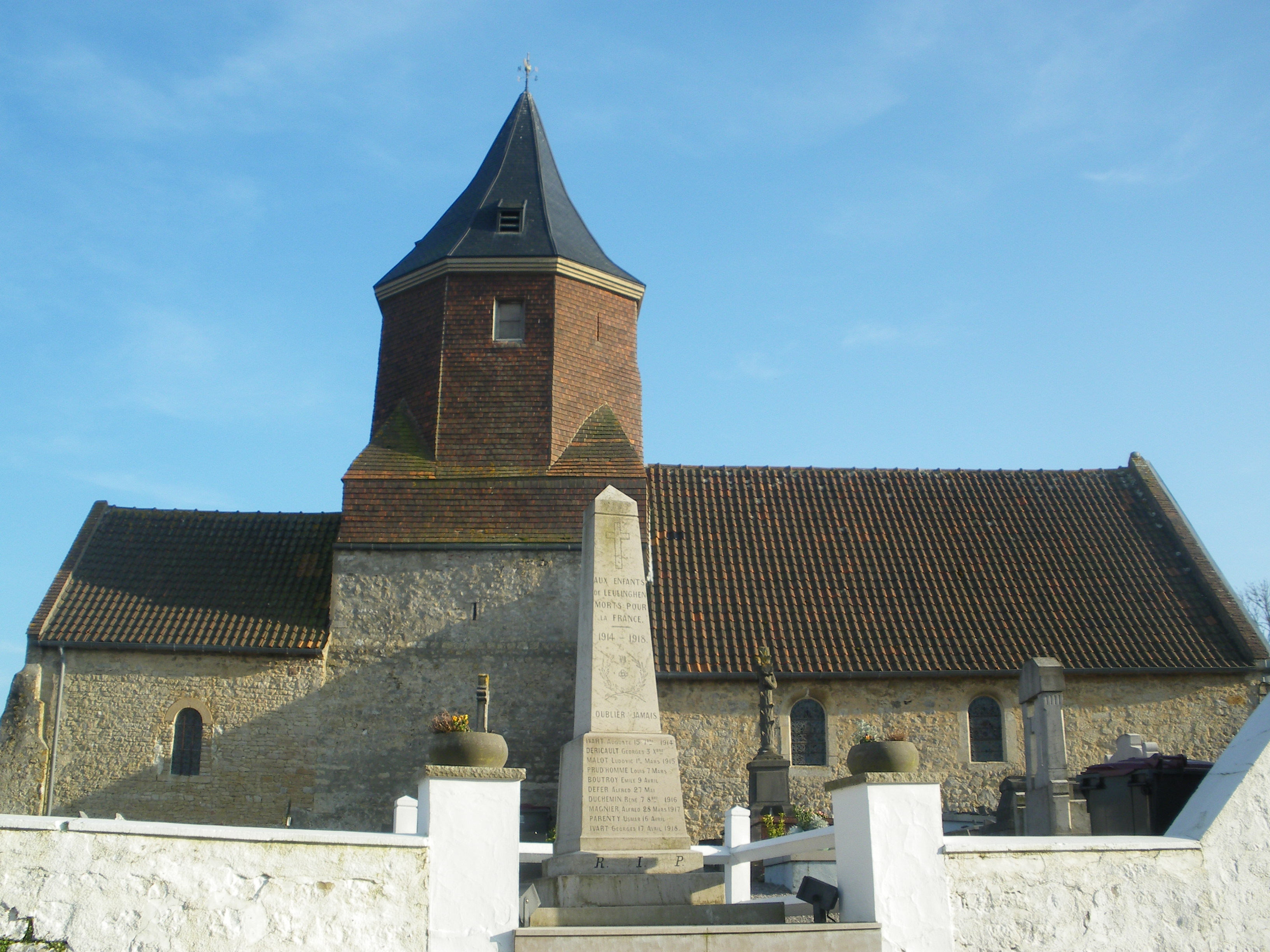
Sint-Leodegariuskerk te Leulinghen

Eind 14de, begin 15de eeuw fungeerde dit van oorsprong Vlaamse dorpje als een ontmoetingsplek voor de vredesgesprekken tussen Frankrijk en Engeland. De toenmalige staatsgrens tussen beide landen liep namelijk dwars doorheen het kerkje van Leulinghen, dat zowel over een Franse als een Engelse toegang beschikte. In 1420 huwde Catharina van Valois, dochter van koning Karel VI van Frankrijk er met Hendrik V van Engeland.

## Geografie
De oppervlakte van Leulinghen-Bernes bedraagt 6,9 km², de bevolkingsdichtheid is 59,7 inwoners per km².
De onderstaande kaart toont de ligging van Leulinghen-Bernes met de belangrijkste infrastructuur en aangrenzende gemeenten.

## Demografie
Onderstaande figuur toont het verloop van het inwonertal (bron: INSEE-tellingen).